# Machovich Izidor
Machovich Izidor (Machovič; Kistapolcsány, 1852. április 16. - Besztercebánya, 1915. március 2.) esperes, kanonok, apát.

## Élete
Szülei Machovics János kántortanító és Tomanóczy Franciska volt. Dlhovszky József plébános keresztelte. Testvére volt Antal (1856).
A selmecbányai gimnáziumban tanult. A teológia befejezése után 1875-ben szentelték fel. 1878-tól a szeminárium vicerektora, 1886-tól Korpona plébánosa és esperes. 1893-tól egyházi főtanfelügyelő és Istenáldása címzetes apát. 1908-tól besztercebányai kanonok lett, 1909-től a szeminárium rektora, 1912-től az egyházi főiskola prodirektora. 1914-ben Radnai Farkas püspök után ő tartott szlovák nyelvű szónoklatot a 16. honvédezred tábori egységének a frontravonulási búcsúztatásakor.
1911-ben árvaház alapítására gyűjtött. A besztercebányai főgimnázium mellett működő segélyző-egyesület tagja volt. A Korponai népbank részvénytársaság elnöke, majd igazgatósági tagja volt.
Besztercebányán nyugszik.

## Művei
- 1904 Intézeti zászló szentelése alkalmából elmondott ünnepi beszéd. In: Majthán Károly: Korpona Szab. Kir. Város Államilag Segélyezett Községi Felső Népiskolájának Értesítője az 1903-1904-iki tanévről. Korpona